# Madingwana
Madingwana est une ville du Botswana.